# Gran Premio di Modena 1953
Il IV Gran Premio di Modena si svolse il 20 settembre 1953 all'Aerautodromo di Modena. La gara assegnò il Trofeo Tazio Nuvolari, appena scomparso l'11 settembre.
La manifestazione fu funestata dall'incidente mortale di Charles de Tornaco durante le prove. La corsa fu poi vinta da Juan Manuel Fangio su Maserati A6GCM, ultima gara disputata dal campione argentino in Formula 2 della sua carriera sportiva.

## Vigilia
La Scuderia Ferrari non iscrisse le proprie vetture dalla manifestazione, a seguito di contrasti con l'organizzazione avvenuti nella precedente edizione del 1952. Inoltre, la Ferrari impedì a Louis Rosier di prendere parte all'evento con la sua Ferrari, auto che presumibilmente era ancora di proprietà della fabbrica di Maranello; mentre la Ecurie Francorchamps, avendo pagato in contanti la propria Ferrari 500, non poté essere fermata, cosicché Charles de Tornaco fu iscritto per guidare la quattro cilindri gialla con il numero 16.
Durante le prove libere di venerdì 18 settembre, verso le ore 16, il giovane pilota belga Charles de Tornaco, percorrendo il rettilineo nord che corre parallelo alla via Emilia, si distrasse girando la testa per guardare indietro le due Connaught A di Roy Salvadori e Johnny Claes, che lo seguivano da vicino. Pur procedendo ad un'andatura relativamente bassa, il barone de Tornaco perse il controllo della sua Ferrari 500 gialla, che sbandò e uscì di pista; attraversata la via di fuga, una delle ruote anteriori si infilò in solco del terreno e l'auto si ribaltò, prima espellendo il conducente e poi schiacciandolo. De Tornaco riportò diverse ferite, lesioni interne e fratture al cranio e al collo. All'epoca, il circuito era privo di assistenza medica, cosicché il pilota ventiseienne fu caricato su un'autovettura privata e trasportato verso il vicino ospedale di Modena, ma morì lungo il tragitto. Charles de Tornaco fu il primo pilota a perdere la vita in una prova di velocità a bordo di una Ferrari.

## Gara
La gara fu disputata in un serrato duello tra Marimón e Fangio, che si contesero la prima posizione, spesso alternandosi, ma sempre prevalendo Fangio. Dopo la metà della gara, Fangio iniziò ad allontanarsi, giungendo in testa fino al passaggio della bandiera a scacchi.

### Risultati
| Pos. | #  | Pilota                    | Squadra                   | Autovettura    | Giri | Tempo/Ritiro               | Griglia |
| ---- | -- | ------------------------- | ------------------------- | -------------- | ---- | -------------------------- | ------- |
| 1    | 24 | Juan Manuel Fangio        | Officine Alfieri Maserati | Maserati A6GCM | 100  | 1:52'08.9"                 | 1       |
| 2    | 26 | Onofre Marimón            | Officine Alfieri Maserati | Maserati A6GCM | 100  | 1:52'48.0"                 | 2       |
| 3    | 28 | Emmanuel de Graffenried   | Officine Alfieri Maserati | Maserati A6GCM | 98   | +2 giri                    | 3       |
| 4    | 20 | Maurice Trintignant       | Equipe Gordini            | Gordini T16    | 96   | +4 giri                    | 6       |
| 5    | 32 | Louis Chiron              | auto privata              | OSCA 20        | 88   | +12 giri                   | 10      |
| 6    | 18 | Harry Schell              | Equipe Gordini            | Gordini T16    | 87   | motore                     | 11      |
| 7    | 30 | Felice Bonetto            | Officine Alfieri Maserati | Maserati A6GCM | 77   | differenziale              | 4       |
| 8    | 34 | Emilio Giletti            | auto privata              | Maserati A6GCM | 68   | valvole                    | 8       |
| 9    | 2  | Johnny Claes              | Ecurie Belge              | Connaught A    | 66   |                            | 13      |
| 10   | 6  | Kenneth McAlpine          | Connaught Engineering Ltd | Connaught A    | 63   |                            | 9       |
| DNF  | 4  | John Coombs Roy Salvadori | Connaught Engineering Ltd | Connaught A    | 35   | (auto condivisa)           | 7       |
| DNF  | 8  | Roy Salvadori             | Connaught Engineering Ltd | Connaught A    | 10   | motore                     | 5       |
| DNF  | 22 | Jean Behra                | Equipe Gordini            | Gordini T16    | 1    | pistone                    | 12      |
| DNS  | 16 | Charles de Tornaco        | Ecurie Francorchamps      | Ferrari 500    |      | incidente mortale in prova | -       |
| DNA  | 10 | Alberto Ascari            | Scuderia Ferrari          | Ferrari 500    |      | boicottaggio               |         |
| DNA  | 12 | Nino Farina               | Scuderia Ferrari          | Ferrari 500    |      | boicottaggio               |         |
| DNA  | 14 | Luigi Villoresi           | Scuderia Ferrari          | Ferrari 500    |      | boicottaggio               |         |